# Klockrike
Klockrike est une localité de Suède dans la commune de Motala située dans le comté d'Östergötland.
Sa population était de 253 habitants en 2019.